# Andrzej Gowarzewski
Andrzej Gowarzewski (ur. 19 lipca 1945 w Szopienicach, zm. 16 listopada 2020 w Katowicach) – polski dziennikarz sportowy, znawca i historyk piłki nożnej.

## Życiorys
Studiował architekturę na Politechnice Krakowskiej i dziennikarstwo na Uniwersytecie Warszawskim. Był reporterem i publicystą „Sportu” i „Sportowca”. Od stanu wojennego w 1982 bez etatu, współpracownik radia, telewizji i pism polskich i zagranicznych. Twórca organizowanego do dziś rankingu najlepszych polskich lekkoatletów roku „Złote Kolce” (1970) oraz klasyfikacji w krajowym kolarstwie „Kryształowe Koło” (1976).
Jako dziennikarz był akredytowany m.in. na igrzyskach olimpijskich w Montrealu (1976) i Moskwie (1980) oraz na kolejnych dziewięciu turniejach finałowych piłkarskich mistrzostwach świata (od 1982) i dziesięciu turniejów finałowych mistrzostw Europy (od 1980). Pierwszy polski reporter akredytowany na Tour de France (1974).
Od 1974 do 1990 autor i współautor 17 pozycji książkowych, poświęconych głównie tematyce sportowej, szczególnie piłce nożnej oraz reportaży. W 1990 wydał pierwszą w świecie Encyklopedię piłkarskich mistrzostw świata rekomendowaną przez FIFA.
Od 1991 jako twórca idei i założyciel wydawnictwa GiA w Katowicach publikował cykl książek Encyklopedia piłkarska Fuji (roczniki piłkarskie, historia mistrzostw świata, Europy i Ameryki Południowej, historia reprezentacji Polski, historia ligi polskiej, historia europejskich pucharów, a także w serii Kolekcja klubów historia polskich klubów piłkarskich). Do grudnia 2020 ukazało się w tej serii 98 tytułów. Członek Stowarzyszenia Dziennikarzy Polskich (SDP), Międzynarodowego Stowarzyszenia Prasy Sportowej (AIPS) oraz IFJ (Międzynarodowego Stowarzyszenia Dziennikarzy), SARP (1969) oraz ZAiKS (1979).

## Nagrody i wyróżnienia
Nagrody klubowe Stowarzyszenia Dziennikarzy Polskich (1978, 1979) oraz w 1981 w konkursie „Złote Pióro” jako pierwszy dziennikarz z Górnego Śląska. Laureat nagród literackich miast – Poznania (2003) i Krakowa (Krakowska Książka Miesiąca, 2006), a także GKKFiT (1980) oraz kilkunastu konkursów reporterskich m.in. Arki Bożka.
W 2016 otrzymał „Wawrzyn Olimpijski" – nagrodę Polskiego Komitetu Olimpijskiego za encyklopedie piłkarskie.
Postanowieniem prezydenta RP Bronisława Komorowskiego z 28 lipca 2015 został odznaczony Złotym Krzyżem Zasługi za zasługi w działalności na rzecz rozwoju i upowszechniania sportu.